# 高級ソープテクニック4 悶絶秘戯
『高級ソープテクニック4 悶絶秘戯』（こうきゅうソープテクニック フォー もんぜつひぎ）は、1994年（平成6年）製作・公開、瀬々敬久監督による日本の映画である。原題は『迦楼羅の夢』（かるらのゆめ）、表題はファーストリリース時の公開題である。ピンク映画として製作され、日本公開時に映画倫理委員会から成人指定（R-18）のレイティングを受けた。

## 略歴・概要
本作は、1991年（平成3年）の新東宝映画製作・配給による片岡修二監督の『高級ソープテクニック 究極の快楽』、1992年（平成4年）の国映製作、新東宝映画配給による同監督の『高級ソープテクニック2 個室欲情』、1993年（平成5年）の新東宝映画製作・配給による鈴木敬晴監督の『高級ソープテクニック3 快感天国』につづく第4作として、国映が製作、新東宝映画が配給した作品である。同シリーズは翌年からは製作されず、本作で最終作、鈴木監督による第3作以外は本作を含めて、栗原早記と下元史朗が主演している。
本作の監督・瀬々敬久は、片岡修二監督の第2作の脚本を執筆しており、瀬々組の常連俳優である伊藤猛がメインであるが、栗原早記と下元史朗を中心人物に据えることを踏襲している。本作の脚本を執筆した「羅漢三郎」とは、瀬々、井土紀州、青山真治の共同筆名であり、中上健次の小説世界に深く影響を受けた脚本が執筆された。本脚本に命名された原題の『迦楼羅の夢』の「迦楼羅」とは、インド神話に登場する神鳥ガルダが仏教に移植され八部衆の1神となったもので、2002年（平成14年）2月5日にアメリカ合衆国でエクレクティックDVDディストリビューションがストレートDVDとして発売したときの英題 The Dream of Garuda に踏襲された。
1996年（平成8年）1月、オランダのロッテルダムで開かれたロッテルダム国際映画祭において、Karura no Yume のタイトルで上映され、暴力と官能の現代的な物語のなかに古代の神話をモチーフとして扱い、産業的な景観と鳥の夢幻的スローモーションが対照的な同居していると評価された。
日本でのビデオグラムは、2003年（平成15年）4月25日、ビデオメーカーのブロードウェイがDVDとして『高級ソープテクニック4 悶絶秘戯』のタイトルで発売した。
2010年（平成22年）8月10日 - 同月18日に東京・神田駿河台のアテネ・フランセ文化センターで行なわれた瀬々のレトロスペクティヴ上映「The Soul of Zeze 瀬々敬久自選作品集」において、同月14日に上映された。

## スタッフ・作品データ
- 企画 : 朝倉大介 [10]
- 監督 : 瀬々敬久
- 脚本 : 羅漢三郎 （瀬々敬久、井土紀州、青山真治）[2]
- 撮影 : 斎藤幸一
- 照明 : 金子雅勇
- 編集 : 酒井正次
- 録音 : 銀座サウンド
- 助監督 : 今岡信治

- 製作 : 国映
- 上映時間 : 62分 [2]
- フォーマット : カラー映画 - スコープ・サイズ（2.35:1） - モノラル録音
- 公開日 :  日本 1994年4月22日、 オランダ 1996年1月（映画祭上映）、 アメリカ合衆国 2002年2月5日 （ストレートDVD）
- 配給 :  新東宝映画、 ロッテルダム国際映画祭、 エクレクティックDVDディストリビューション [11]

## キャスト
クレジット順
- 伊藤猛 - イクオ
- 栗原早記 - メイコ
- 下元史朗 - トミモリ
- 葉月螢
- 滝優子
- 夏みかん
- 小林節彦
- サトウトシキ
- 上野俊哉
- 山田奈苗

## 関連事項
- 1994年の日本公開映画

## 註
1. 1 2  Karura no yume, Internet Movie Database （英語）, 2010年8月7日閲覧。
2. 1 2 3 4 5 6  高級ソープテクニック4 悶絶秘戯、日本映画データベース、2010年8月7日閲覧。
3. 1 2 3  高級ソープテクニック4 悶絶秘戯、allcinema ONLINE、2010年8月7日閲覧。
4. 1 2 3  The Soul of Zeze 瀬々敬久自選作品集、アテネ・フランセ文化センター、2010年8月6日閲覧。
5. 1 2  高級ソープテクニック 究極の快楽、日本映画データベース、2010年8月7日閲覧。
6. 1 2 3  高級ソープテクニック2 個室欲情、日本映画データベース、2010年8月7日閲覧。
7. 1 2  高級ソープテクニック3 快感天国、日本映画データベース、2010年8月7日閲覧。
8. ↑  伊藤猛、日本映画データベース、2010年8月7日閲覧。
9. ↑  Karura no Yume、ロッテルダム国際映画祭 （英語）, 2010年8月7日閲覧。
10. ↑  朝倉大介、日本映画データベース、2010年8月7日閲覧。
11. ↑  Eclectic DVD Distribution - IMDb（英語）, 2010年8月7日閲覧。